# Pidwynohradiw
Pidwynohradiw (ukrainisch Підвиноградів; russisch Подвиноградов Podwinogradow, slowakisch Ardovec, ungarisch Szőllősvégardó) ist ein Dorf in der ukrainischen Oblast Transkarpatien mit etwa 4300 Einwohnern (2004).
Das 1295 erstmals erwähnte Dorf liegt in der Karpatoukraine und teilt deren Geschichte. 1945 bekam es den ukrainischen Namen Ardowez (Ардовець), am 25. Juni 1946 wurde er auf den heutigen Namen umbenannt.
Pidwynohradiw liegt im Rajon Berehowe im Grenzgebiet zu Rumänien und Ungarn und grenzt in Osten an das Stadtgebiet des ehemaligen Rajonzentrums Wynohradiw. Durch das Dorf verläuft die Fernstraße M 23.
Am 12. Juni 2020 wurde das Dorf ein Teil neu gegründeten Stadtgemeinde Wynohradiw im Rajon Berehowe; bis dahin bildete es die Landratsgemeinde Pidwynohradiw (Підвиноградівська сільська рада/Pidwynohradiwska silska rada) im Rajon Wynohradiw.